# Larisa Griga
Larisa Griga (svenska: Larysa Gryga, ukrainska: Лариса Валеріївна Грига, Larysa Valerijivna Hryha) född 31 maj 1984 i Dnepropetrovsk i Ukrainska SSR, Sovjetunionen, är en svensk-ukrainsk badmintonspelare. Hon spelar i Fyrisfjädern Uppsala Badminton Club. Griga började spela badminton som nioåring och vann tio år senare junior-EM. Hon har en masterexamen i företagsekonomi.
År 2005 deltog hon i 2005 IBF World Championships i Anaheim i Kalifornien.
År 2007 kom hon till final i Europacupen i badminton i Amersfoort tillsammans med Lotte Bruil-Jonathans, Yao Jie, Dicky Palyama och Eric Pang. 
År 2008 deltog hon i OS i Peking och sedan september samma år spelar Griga för Fyrisfjäderns A-lag  i Uppsala. Griga har, fram till 2012, rankats högst som nr 23 och även varit ukrainsk mästare.

## Meriter
- 2000 - European Junior Champion[7]
- 2009 - Runner Up vid GP Gold Russia Open[7]
- 2012 - SM-guld med Fyrisfjädern[9]

### Olympiska meriter

#### Olympiska sommarspelen 2008
| Namn         | Gren   | 32-delsfinal                   | 16-delsfinal                | 8-delsfinal      | Kvartsfinal      | Semifinal        | Final            | Final            |
| Namn         | Gren   | Resultat                       | Resultat                    | Resultat         | Resultat         | Resultat         | Resultat         | Plats            |
| ------------ | ------ | ------------------------------ | --------------------------- | ---------------- | ---------------- | ---------------- | ---------------- | ---------------- |
| Larisa Griga | Singel | Allegrini (ITA) W 21-15, 21-11 | Nehwal (IND) L 18-21, 10-21 | Gick inte vidare | Gick inte vidare | Gick inte vidare | Gick inte vidare | Gick inte vidare |

#### Olympiska sommarspelen 2012
| Spelare      | Gren      | Gruppnivå                            | Gruppnivå                   | Gruppnivå         | Gruppnivå        | Eliminering       | Kvartsfinal       | Semifinal         | Final / brons     | Final / brons |
| Spelare      | Gren      | Motståndare Poäng                    | Motståndare Poäng           | Motståndare Poäng | Placering        | Motståndare Poäng | Motståndare Poäng | Motståndare Poäng | Motståndare Poäng | Placering     |
| ------------ | --------- | ------------------------------------ | --------------------------- | ----------------- | ---------------- | ----------------- | ----------------- | ----------------- | ----------------- | ------------- |
| Larisa Griga | Damsingel | Gavnholt (CZE) L 13–21, 21–15, 15–21 | Schenk (GER) L 12–21, 14–21 | 3                 | Gick inte vidare | Gick inte vidare  | Gick inte vidare  | Gick inte vidare  | Gick inte vidare  |               |